# 霍勒斯·弗里兰·贾德森
霍勒斯·弗里兰·贾德森（英語：Horace Freeland Judson，1931年4月21日—2011年5月6日）是一位美国科学史家和分子生物学家曾为约翰斯·霍普金斯大学和史丹佛大學教授，1987年获麦克阿瑟奖，主要科普作品有《大背叛：科学中的欺诈》（The Great Betrayal: Fraud in Science）、《创世纪的第八天：20世纪分子生物学革命》（The Eighth Day of Creation: Makers of the Revolution in Biology）等。